# شهریار (شماخی)
شهریار (به ترکی آذربایجانی: Şəhriyar) یک منطقهٔ مسکونی در جمهوری آذربایجان است که در شهرستان شماخی واقع شده‌است. شهریار ۲۴۸ نفر جمعیت دارد.
شهریار در سال ۱۹۹۹ به عنوان محله‌ای از شهر شماخی از آن جدا شده و با ادغام روستای کله‌خانه به صورت دهستان درآمد.